# Puente romano de Mérida
El puente romano de la ciudad española de Mérida (Extremadura) es una obra de ingeniería civil que atraviesa el río Guadiana. Construido por el Imperio Romano a finales del siglo I a. C., la obra se elevaba en la antigüedad sobre el río a lo largo de dos tramos separados por un tajamar. Hoy en día, el puente tiene una longitud de 790 m y descansa sobre sesenta arcos, de los cuales tres permanecieron ocultos hasta finales de los años 1990, cuando las obras de regeneración de los márgenes del río los dejaron al descubierto.
El puente forma parte del Conjunto arqueológico de Mérida, uno de los principales y más extensos conjuntos arqueológicos de España, que fue declarado Patrimonio de la Humanidad en 1993 por la Unesco.

## Historia y descripción
Desde la fundación de la colonia Augusta Emerita en el 25 a. C. la ciudad se constituyó como el centro más importante de la red de comunicaciones del oeste de la península ibérica, tanto por su rango de capital de la provincia de Lusitania como por la facilidad de atravesar el río Guadiana que otorgaba su enorme puente de piedra. Así, la importante calzada de la Vía de la Plata que cruzaba Hispania de norte a sur por el oeste y los caminos que se dirigían a Olissipo (Lisboa), Corduba, Toletum o Caesaraugusta (Zaragoza) se encontraban en Mérida y debían atravesar su puente.

El primer tramo del puente, el menos remodelado.

El puente se levantó al mismo tiempo que se fundaba la colonia, en las últimas décadas del siglo I a. C., y es la obra que determinó el emplazamiento de la ciudad. Así pues, la construcción data de la época de Augusto, aunque la significación que ha tenido este paso a lo largo de la historia y las grandes crecidas del Guadiana que periódicamente han ido deteriorando la obra han hecho que el puente actualmente se conforme como una conjunción de partes diversas que desvirtuan lo que debió ser su aspecto primigenio. El lugar escogido es un tramo poco profundo del río en el que su ancho cauce queda dividido en dos por una isla natural y cuyo lecho está compuesto por formaciones de dioritas que crean un sólido fundamento.
Del minucioso análisis del puente se ha llegado a la conclusión de que consta de tres tramos bien diferenciados. El primero, desde la ciudad hasta el primer descendedero aguas arriba, que se llama del Humilladero; el segundo hasta el descendedero de San Antonio, que se sitúa del mismo modo, y el tercero hasta el final del puente. El primer tramo corresponde a los diez arcos iniciales y es el que ha sufrido menos remodelaciones y por tanto conserva mayor originalidad. Su núcleo es de opus caementicium y se revistió de sillares almohadillados. Sus pilas son cuadradas y tiene aguas arriba un tajamar semicircular que alcanza toda la altura del pilar, por encima del cual arrancan los arcos de medio punto. Los tímpanos están perforados por pequeños arcos también de medio punto que actúan como aliviaderos. Las luces de los arcos decrecen en simetría en todo el tramo y la anchura de las pilas es considerable, algo propio de las obras romanas del inicio de la época imperial y que sería tiempo después superado por obras de mayor perfección técnica, como el puente de Alcántara, de inicios del siglo II d. C.
El segundo tramo, que abarca el centro del cauce del río, ha sido el más expuesto al desgaste natural del río y a la destrucción por parte del hombre. En el año 483, en época visigoda, se sabe de reparaciones, que casi con toda seguridad no fueron las primeras. En el siglo IX el emir Muhammad I de Córdoba, durante la supresión de una rebelión de los emeritenses contra el poder musulmán, destruyó una pila. Posteriormente se hicieron reconstrucciones en los siglos XIII, XV y XIX. No de todas se sabe a qué partes afectaron, pero de las documentadas, casi todas se realizaron sobre su tramo central. La avenida de 1603 causó grandes destrozos, como atestiguó el cronista Bernabé Moreno de Vargas en su Historia de la Ciudad de Mérida (1633), donde señala que los puentes originales que unían la isla central con ambas orillas se unieron en uno solo con la creación del tramo central. Así, en esta sección reconocemos la obra de inicios del siglo XVII, que se terminó en 1611 y que amalgama de manera armónica el estilo romano con la austera arquitectura de los Austrias. Son cinco arcos de medio punto con luces mayores que las del primer tramo, que descansan sobre pilas rectangulares con un agudo tajamar de remate piramidal aguas arriba y contrafuerte de sujeción en la vertiente opuesta.
Es en este tramo donde se inicia el descendedero del Humilladero que comunica puente e isla. Es obra del XVII sobre los cimientos de la plataforma original de hormigón romano, que era un enorme tajamar que se adentraba 150 m aguas arriba para proteger el centro del paso sobre el río. Hasta el arco 36, que sigue estando en esta larga zona central, se realizaron en el siglo XIX extensas reformas: tras la Guerra de la Independencia Española (1808-1814), en que se destruyeron varios arcos para impedir el cruce de las tropas Napoleónicas, y tras una riada en 1823, mientras que en 1878 se repararon los destrozos de la crecida de 1860. En todas estas intervenciones se consiguió armonizar los añadidos con la fábrica romana.

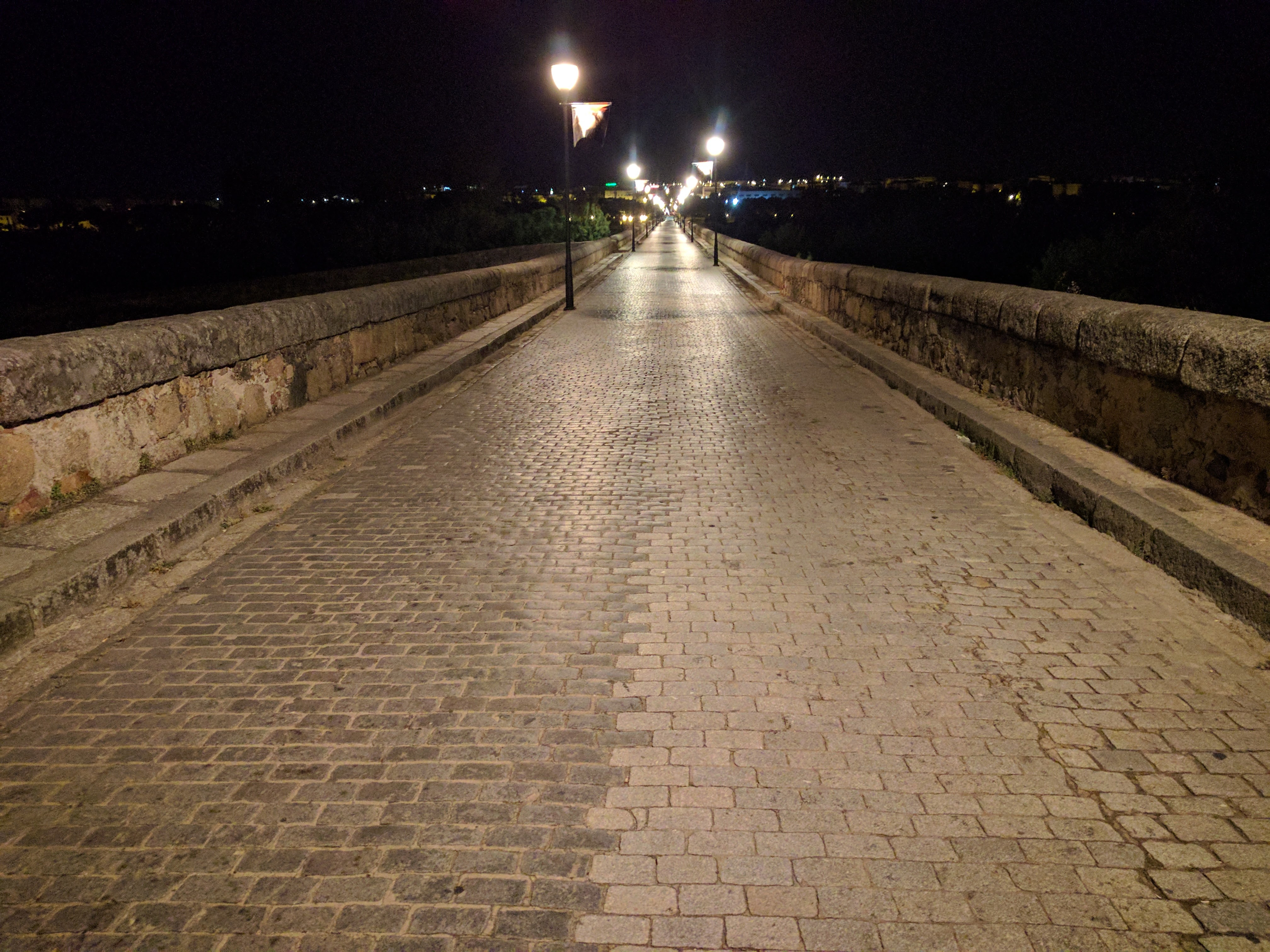
Calzada del puente romano de Mérida.

El tercer tramo, aunque parcialmente remozado, conserva gran parte de la obra original. Es una zona que se eleva sobre una orilla que casi nunca resulta inundada debido al escaso caudal habitual del Guadiana, por lo que prescinde de los aliviaderos. Comparte con el tramo inicial el paramento de sillares almohadillados y proporciones similares en arcos y pilas. El rasante marca un declive fruto del hundimiento del lecho fluvial. Este último tramo se inicia en el descendedero de San Antonio, del siglo XVII, y hacia el final del mismo quedan restos de una plataforma de hormigón romano, que quizá sujetase alguna obra romana ya perdida, como un descendedero o un arco de triunfo, aditamentos que vestirían la desnuda obra que contemplamos hoy. Se sabe que en época imperial el puente tuvo más de un arco y una puerta de entrada a la ciudad en su primer tramo, cuyo aspecto conocemos porque aparece en numerosas monedas romanas acuñadas en la colonia y que en la actualidad es el motivo central del escudo de la ciudad. En el siglo XVII se le añadieron un templete conmemorativo de la restauración de época de Felipe III y la capilla de San Antonio en el descendedero del Humilladero, oratorio de viajeros y desaparecida durante la crecida de 1860.
El puente mide en la actualidad 792 m y tiene 12 m de altura sobre el nivel medio del agua. Su perfil actual ligeramente giboso no era así en origen, pues es resultado de las sucesivas destrucciones y reconstrucciones, así como del hundimiento del lecho fluvial en los dos últimos milenios. Pese a todo, sigue siendo una magna obra que atestigua la ambición de la ingeniería romana. El puente soportó el paso del tráfico rodado durante casi toda su historia, pero pasó a ser exclusivamente peatonal el 10 de diciembre de 1991, día en que se inauguró el puente Lusitania.
El 13 de diciembre de 1912, el puente fue declarado Monumento nacional,
por lo que hoy es Bien de Interés Cultural, con categoría de Monumento.